# Henri Ruitenberg
Henri Ruitenberg (Oldebroek, 28 januari 1957) is een voormalige Nederlands marathonschaatser, vooral bekend van zijn tweede plaats in de dertiende Elfstedentocht van 21 februari 1985 en zijn Nederlands kampioenschap op natuurijs op 15 januari 1985.
Henri Ruitenberg heeft ook twee keer de natuurijsklassieker de Hollands Venetiëtocht gewonnen en het natuurijsklassement van het winterseizoen van 1995-96. 
Daarnaast werd hij negende in de Elfstedentocht van 1986 en twaalfde in de Elfstedentocht van 1997.
Ruitenbergs jongere broer, René, was eveneens marathonschaatser.